# Región de Ménaka
Ménaka (Bambara: ߡߋߣߊߞߊ ߘߌߣߋߖߊ tr. Menaka Dineja) es una región de Malí legislativamente creada en 2012 a partir del círculo del mismo nombre, anteriormente era parte de la región de Gao. La implementación real de la región comenzó el 19 de enero de 2016 con el nombramiento de Daouda Maïga como gobernador de la región. Los miembros del consejo de transición de la región fueron designados el 14 de octubre de 2016. La región se divide en cuatro círculos: Andéramboukane, Inékar, Tidermène y Ménaka, donde se encuentra la capital, también llamada Ménaka.

## Geografía
La región de Ménaka limita al sur y al este con Níger, (específicamente con las regiones de Tahoua y Tillabéri) al norte con la región de Kidal y al oeste con la región de Gao. La región ocupa una superficie de 81.040 km².